# Šváby
Šváby (německy Schwaben) je malá vesnice, část obce Zahrádky v okrese Česká Lípa v Libereckém kraji. Nachází se asi tři kilometry jižně od Zahrádek.
Několik domů na východním okraji vsi u křižovatky místních komunikací je  administrativně odděleno – jsou součástí Pavlovic, které jsou z hlediska územního rozdělení částí obce Jestřebí. Toto rozdělení zřejmě vzniklo již v polovině 17. století jako důsledek sporů o údolí Švábského potoka.
Šváby jsou také název katastrálního území o rozloze 3 km², které mimo jiné zahrnuje přilehlý Žižkův vrch s oborou Vřísek, jejíž rozloha činí 139 ha.

## Historie
Předpokládá se, že Šváby vznikly na místě zaniklého Vršova. První písemný záznam z roku 1388 zmiňuje v souvislosti s touto lokalitou jméno Druzko z Wrssow a roční platbu dotyčného kostela v Mnichově u Zahrádek. Na návrší nad dnešními Šváby však byla nalezena keramika již ze 13. století. Při prodeji jestřebského panství na konci osmdesátých let 15. století (zápis v Zemských deskách je až z roku 1545) byly zmíněny vesnice Pavlowicze, Wrssow, a Hradisstie a poplužní dvůr Chwistzy. V českých pramenech z 16. století se hovoří o Vršovu, zatímco v německých zdrojích se píše o vsi Šváby, ležící na stejném místě. Poslední písemná zmínka o Vršovu je z roku 1622.
Místní matrika je zachována od roku 1673, konšelská kniha od roku 1740. Podle starých záznamů v roce 1710 žilo ve vsi pět sedláků, devět zahradníků a devět domkářů. Ves, která po staletí patřila k Novému Zámku, měla až do roku 1848 vlastního rychtáře. V roce 1787 bylo ve Švábech devatenáct domů a tento počet byl zachován i o sto let později v roce 1893, kdy měla ves 109 obyvatel. V roce 1930 bylo ve Švábech evidováno 16 domů se 100 obyvateli a v části, náležející k Pavlovicím, bylo dalších šest domů se třinácti obyvateli. V roce 1931 byla vybudována silnice, vedoucí z Borku až do Chlumu.
Po skončení druhé světové války byla ve Švábech zřízena Státní výzkumná stanice zemědělská. Ta byla od ledna roku 1951 přeměněna ve Výzkumný ústav pro chov drobného a kožešinového zvířectva a později na Krajský výzkumný ústav zemědělský. Na švábském statku byli v rámci tohoto programu chováni králíci, nutrie a také kachny, husy a slepice.

## Obyvatelstvo
Při sčítání lidu v roce 1921 v osadě žilo třináct obyvatel (z toho šest mužů) německé národnosti a římskokatolického vyznání. Podle sčítání lidu z roku 1930 měla osada čtrnáct obyvatel s nezměněnou národnostní a náboženskou strukturou.
| Rok            | 1869 | 1880 | 1890 | 1900 | 1910 | 1921 | 1930 | 1950 | 1961 | 1970 | 1980 | 1991 | 2001 | 2011 | 2021 |
| -------------- | ---- | ---- | ---- | ---- | ---- | ---- | ---- | ---- | ---- | ---- | ---- | ---- | ---- | ---- | ---- |
| Počet obyvatel | 126  | 120  | 109  | 90   | 100  | 100  | 72   | 46   | 29   | 23   | 7    | 4    | 4    | 6    | 11   |
| Počet domů     | 21   | 21   | 19   | 19   | 19   | 16   | 18   | 10   | 10   | 4    | 2    | 2    | 2    | 2    | 2    |

## Pamětihodnosti
- Zámek Vřísek
- Venkovský dům č. ev. 41. Dům z 19. století, který má částečně zděné přízemí a roubené patro[10]
- Dubová alej u zdi obory Vřísek – památné stromořadí 28 (původně třiceti) dubů letních podél severozápadní zdi obory (poblíž zbytků hrádku Jiljov)

## Fotogalerie

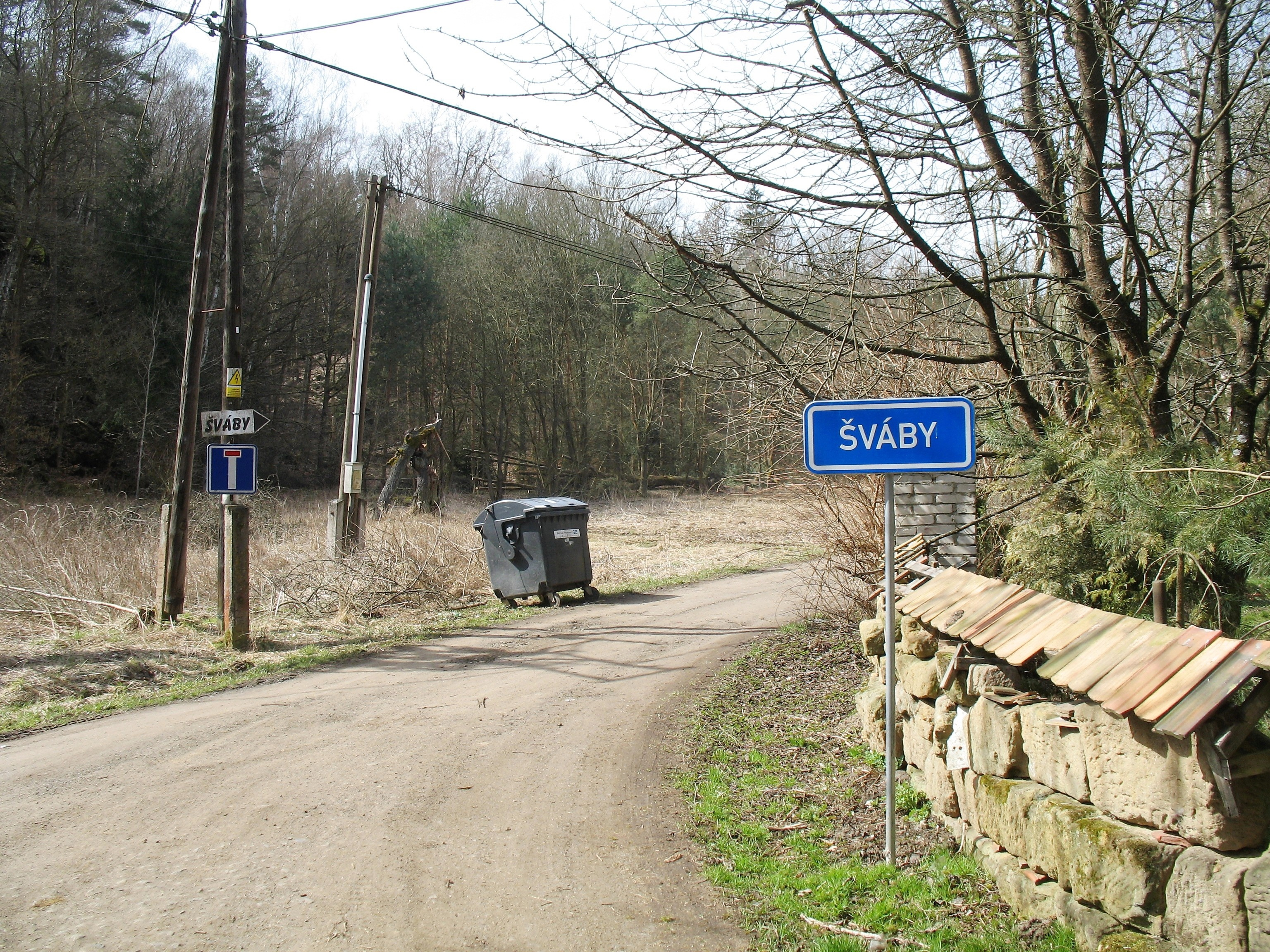
Východní okraj vesnice Šváby
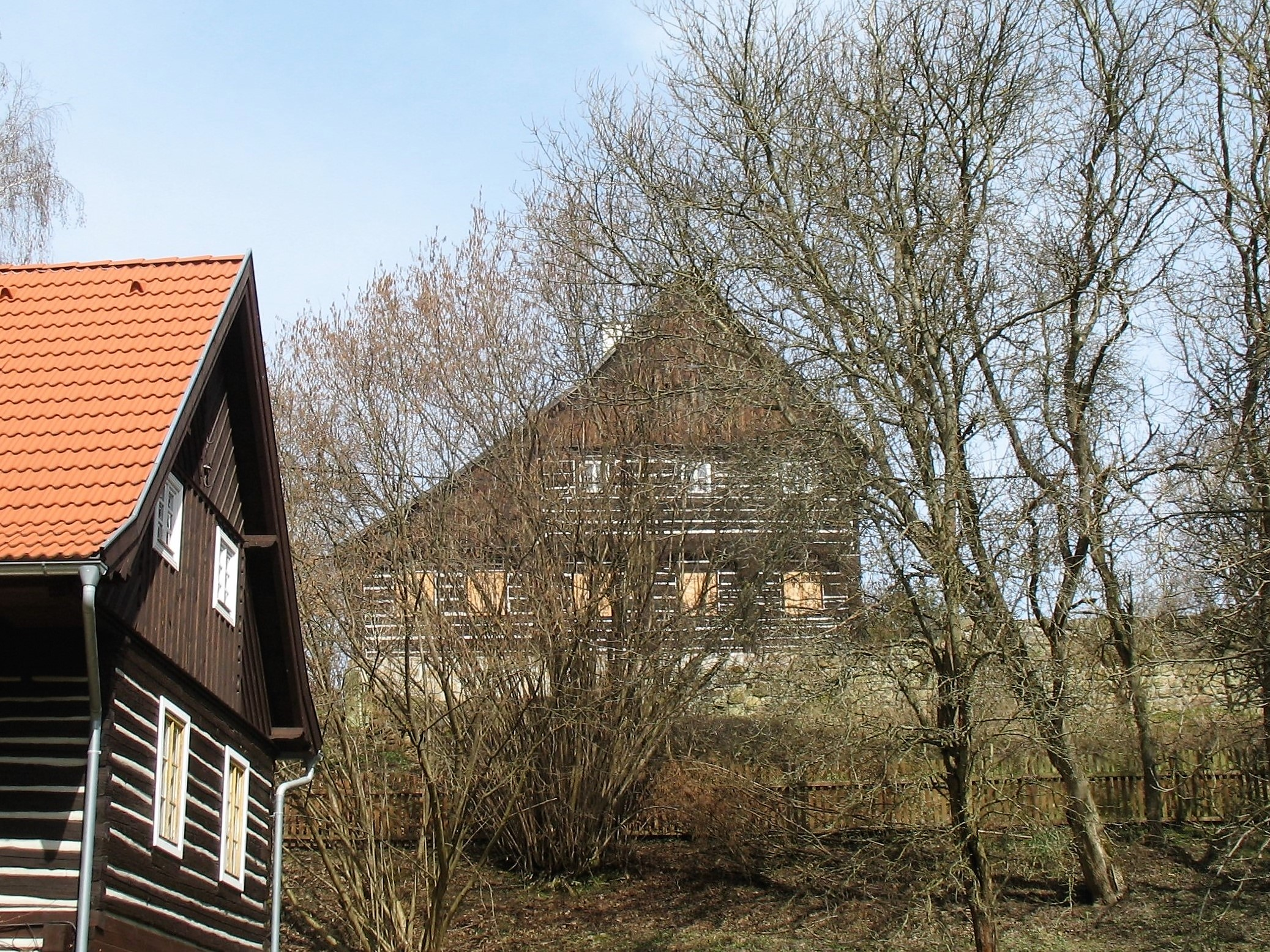
Památkově chráněný dům (v pozadí)
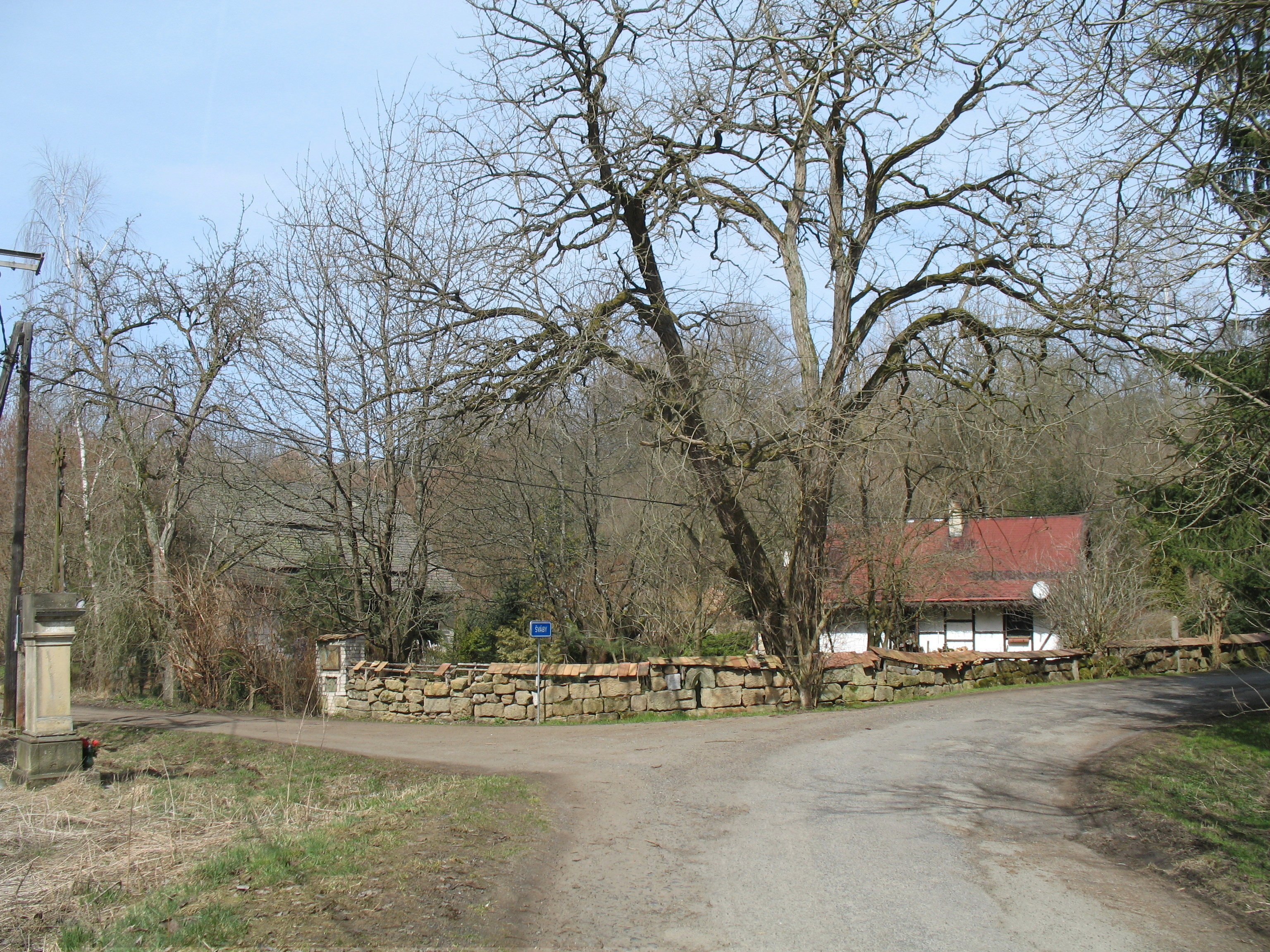
Rozcestí místních komunikací na hranici obcí Zahrádky a Jestřebí
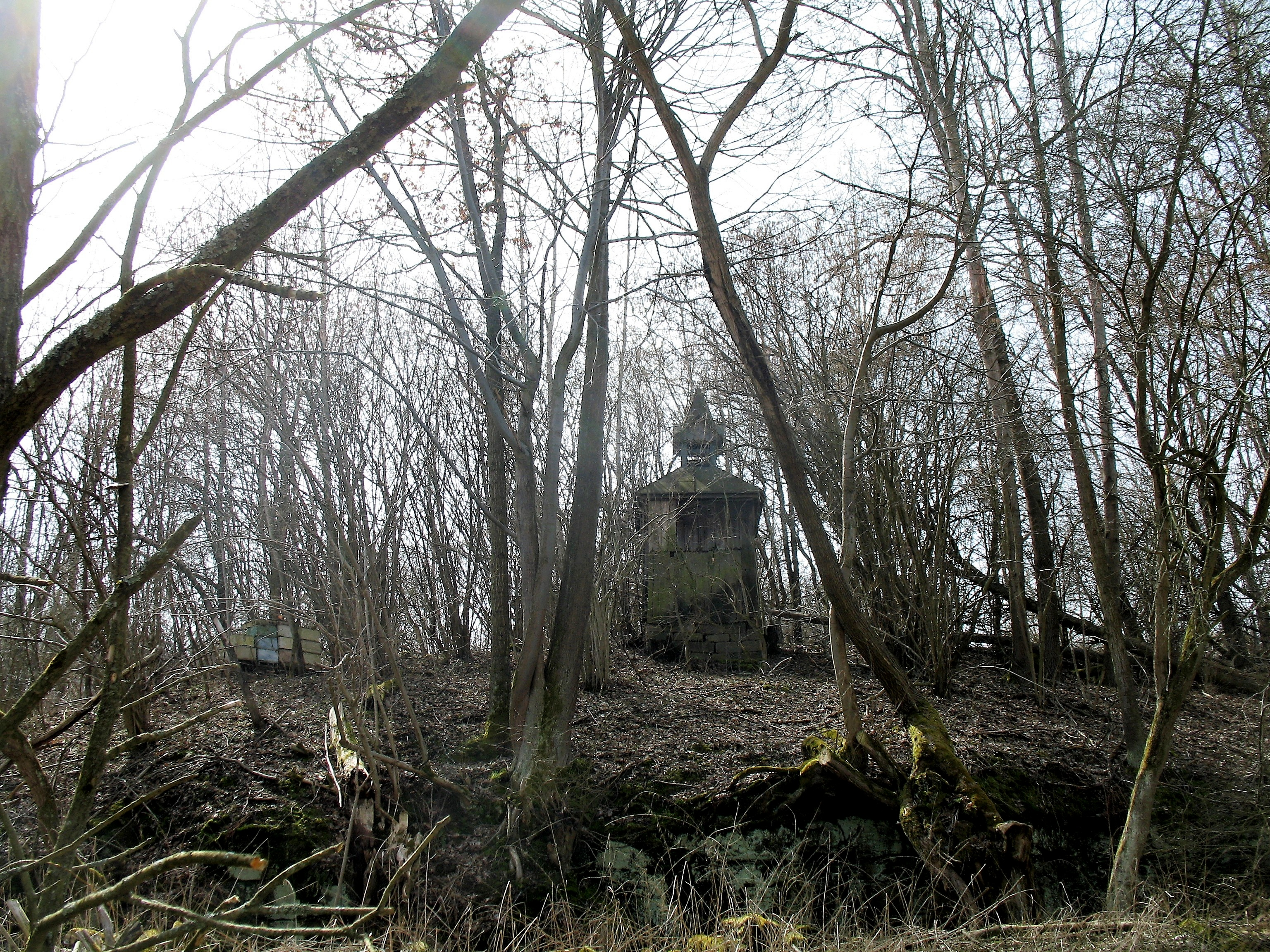
Zvonička na levém břehu Švábského potoka
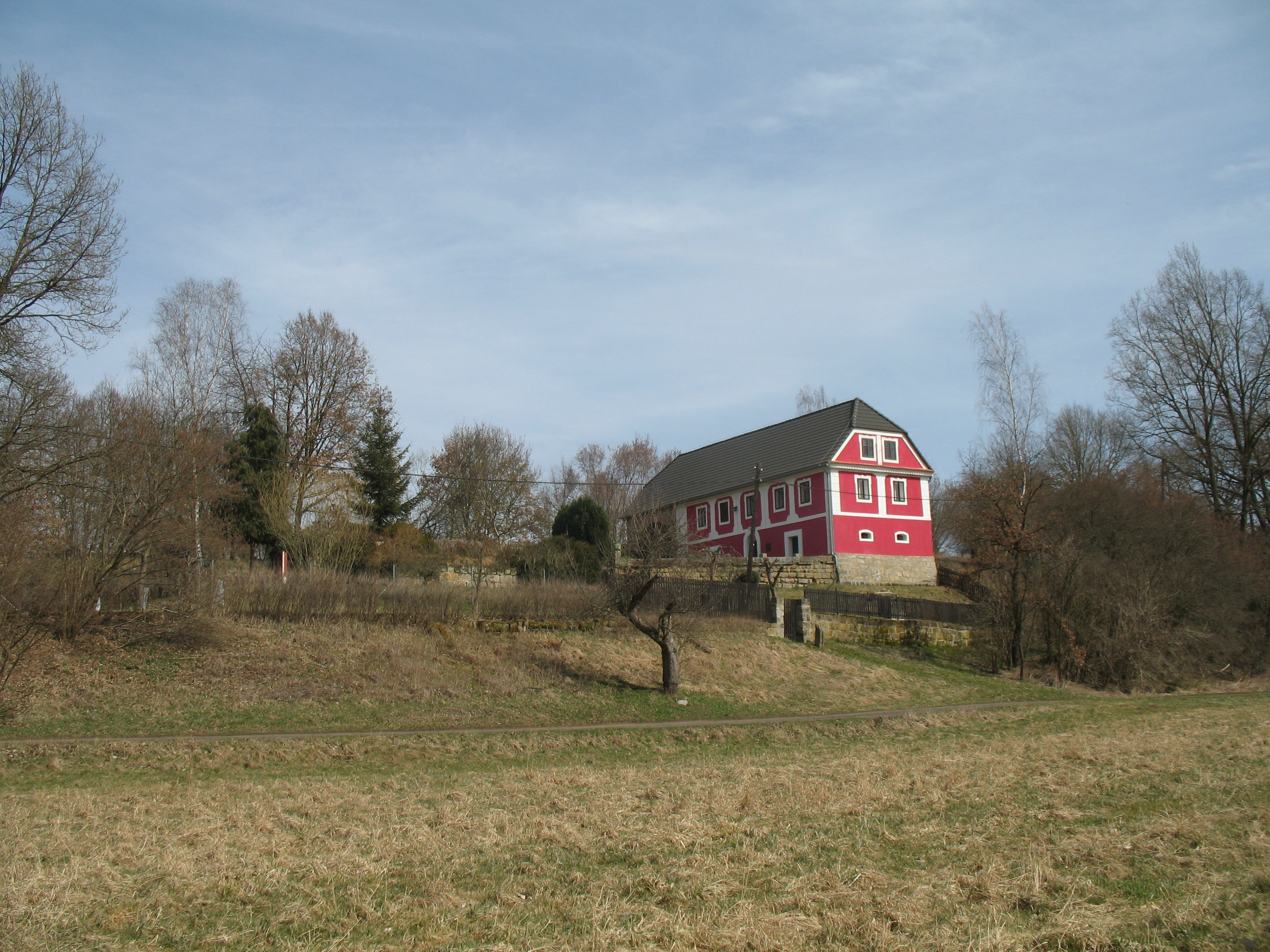
Jeden z domů v údolí Švábského potoka